# إلون جولد
إلون جولد (بالإنجليزية: Elon Gold)‏ هو كاتب سيناريو ومنتج أفلام وممثل أمريكي، ولد في 14 سبتمبر 1970 في ذا برونكس في الولايات المتحدة.

## أعمال

### أفلام
- (2003) تشيبر باي ذا دزن[3]

## وصلات خارجية
- إلون جولد على موقع IMDb (الإنجليزية)
- إلون جولد على موقع ألو سيني (الفرنسية)
- إلون جولد على موقع أول موفي (الإنجليزية)
- إلون جولد على موقع إن إن دي بي (الإنجليزية)
- إلون جولد على موقع قاعدة بيانات الفيلم (الإنجليزية)
- إلون جولد على موقع كينوبويسك (الروسية)